# Miękławka

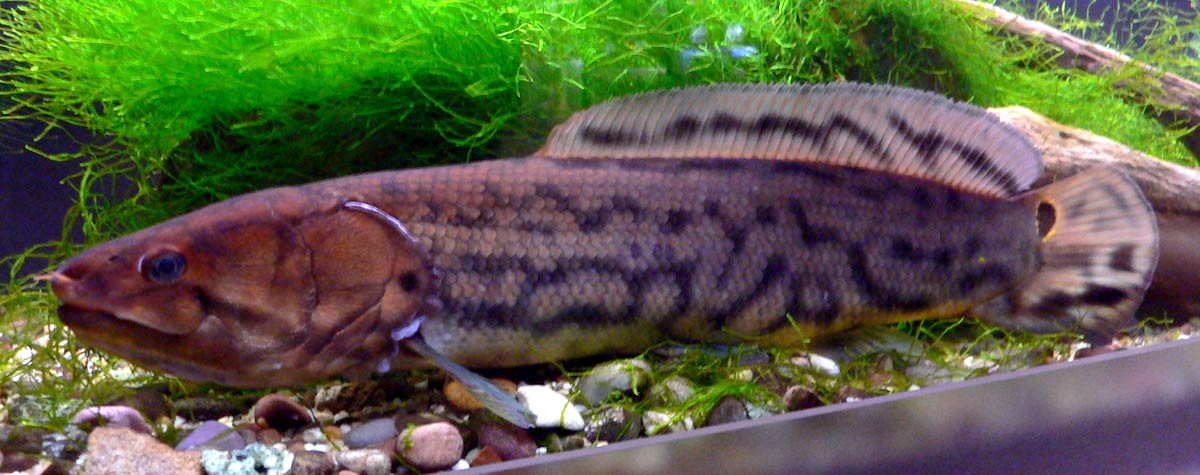
Amia calva

Miękławka, mękławka, amia (Amia calva) – gatunek ryby z rodzaju amia, rodziny amiowatych (Amiidae) i rzędu amiokształtnych. Ryba o niewielkim znaczeniu gospodarczym, poławiana przez wędkarzy, spotykana w akwariach publicznych.

## Występowanie
Żyje w silnie zarośniętych rzekach w Ameryce Północnej, w dorzeczach Wielkich Jezior (z wyjątkiem Jeziora Górnego) i Missisipi.

## Opis
Ciało wydłużone, wrzecionowate, niewyróżniające się barwą spośród otoczenia (spód jasny, wierzch oliwkowy), długość ciała: 0,6–1 m; płetwa grzbietowa pojedyncza, podłużna, prawie sięga ogona, płetwa ogonowa symetryczna, osadzona na szerokiej podstawie; całe ciało pokryte łuskami cykloidalnymi, na głowie dodatkowo płytki kostne ukryte pod skórą. Dymorfizm płciowy widoczny w rozmiarach i ubarwieniu. Samiec jest mniejszy od samicy, cechą pozwalającą na łatwą identyfikację dorosłego samca jest niewielka, okrągła, czarna plama w żółtej lub pomarańczowej obwódce położona u nasady ogona. Poza tym, w okresie rozrodu zmienia ubarwienie.

## Tryb życia
Amia zamieszkuje wody słodkie, zimą głębokie, latem wypływa na płycizny. W wysychających zbiornikach może obyć się bez wody, ponieważ za pomocą pęcherza pławnego oddycha powietrzem atmosferycznym. Przy wysokich temperaturach zapada w stan estywacji. Jest zwierzęciem o nocnym trybie życia.

## Odżywianie
Jest to ryba drapieżna, poluje o zmierzchu na inne, mniejsze ryby. Młode amie zjadają różnego rodzaju bezkręgowce, np. skorupiaki, mięczaki, z wiekiem w ich diecie zaczynają dominować ryby.

## Rozmnażanie
Tarło odbywa się wiosną od kwietnia do czerwca w temperaturze około 25 stopni Celsjusza. Samica składa ikrę (około 64 000 ziaren) do okrągłego gniazda, zbudowanego przez samca z roślin, piasku i kamieni. Ikrą i larwami opiekuje się wyłącznie samiec. Świeżo wylęgłe larwy przyczepiają się do ścianek gniazda za pomocą wydzieliny tzw. narządu cementowego mieszczącego się na głowie.